# Stottern (Motor)
Als Stottern wird eine Funktionsstörung bei Ottomotoren bezeichnet, bei der der Motor ungleichmäßig läuft, das heißt, wenn die Motorleistung und damit die Drehzahl beim warmen Motor immer wieder kurzzeitig einbrechen. Die Folge ist, dass der Motor „nicht rund läuft“. In Abhängigkeit von der abgerufenen Leistung kann der Motor auch ausgehen.
Ursachen können Störungen in der Kraftstoffzuführung, der Zündung oder der Elektronik (zum Beispiel Geber für den oberen Totpunkt) sein. Auch zähes Öl bei einem Kaltstart kann als Ursache in Frage kommen. Die einzelnen Ursachen sind teilweise gehäuft bei bestimmten Fahrzeugmarken und -typen zu beobachten.
Der „stotternde Motor“ wird häufig als sinnbildlicher Vergleich bei Problemen in der wirtschaftlichen Entwicklung eines Landes oder eines Unternehmens verwendet.